# Franciszek Arciszewski

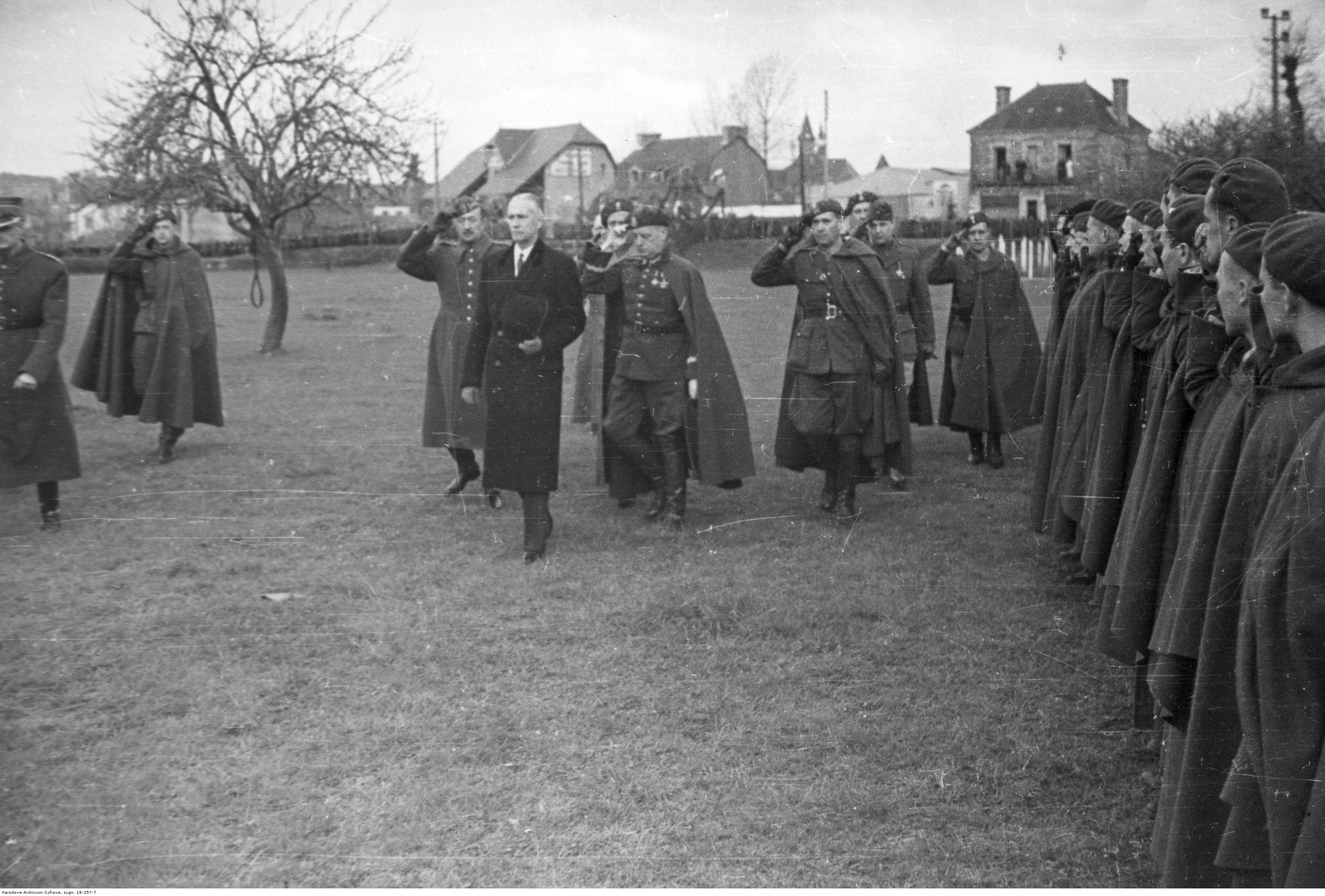
Uroczystość wręczenia sztandaru Samodzielnej Brygadzie Strzelców Podhalańskich 10 kwietnia 1940. Płk Franciszek Arciszewski, prezydent RP Władysław Raczkiewicz, gen. Władysław Sikorski, płk. Zygmunt Bohusz-Szyszko, płk. dypl. Aleksander Kędzior

Franciszek Adam Arciszewski (ur. 28 lipca 1890 w Kołomyi, zm. 31 marca 1969 w Londynie) – pułkownik dyplomowany saperów Wojska Polskiego II RP i Polskich Sił Zbrojnych, polityk, poseł na Sejm III kadencji w latach 1930–1935 z ramienia Stronnictwa Narodowego, działacz społeczny, kawaler Orderu Virtuti Militari, w 1964 mianowany generałem brygady przez Naczelnego Wodza.

## Życiorys
Urodził się w rodzinie Adama, sędziego, i Julii z domu Bogdany. Edukację rozpoczął w szkole powszechnej we Lwowie, kontynuował ją w realnej szkole wojskowej w Hranicach (matura 1907). W 1910 ukończył Oficerską Szkołę Artylerii w Mödling. Od tego roku pozostawał w służbie czynnej w armii Austro-Węgier. Uzyskał stopień podporucznika i otrzymał przydział do 9 batalionu pionierów w Krakowie.
Po zawieszeniu broni w 1918 dostał się do niewoli włoskiej skąd uciekł i wstąpił do Błękitnej Armii i z nią znalazł się w Polsce.
Podczas wojny polsko-bolszewickiej był szefem sztabu 18 Dywizji Piechoty a później tak zwanej Grupy generała Franciszka Krajowskiego. Od 19 stycznia 1920 zastępca szefa Departamentu IV (Gospodarczy) Ministerstwa Spraw Wojskowych. Od 1920 był także przewodniczącym Komisji Traktatowej Ministerstwa Spraw Wojskowych oraz zastępcą szefa sztabu DOK II Lublin.
Od 1922 służył w biurze Ścisłej Rady Wojennej. Między 1925 a 1926 był dowódcą 28 pułku Strzelców Kaniowskich, po przewrocie majowym przeniesiony w stan spoczynku w stopniu pułkownika ze starszeństwem z dniem 15 sierpnia 1924.
Po opuszczeniu służby wojskowej pełnił funkcję prezesa Związku Hallerczyków w latach 1927–1928. Został członkiem Wielkiej Rady Obozu Wielkiej Polski. Pracował także w fabryce amunicji „Pocisk” (1926–1928). Do Sejmu dostał się w 1930 z listy państwowej nr 4 (Lista Narodowa) i wchodził w skład Klubu Narodowego. Był członkiem komisji wojskowej oraz komisji budżetowej (1935). Od stycznia 1936 do 1939 stał na czele Związku Towarzystw Gimnastycznych „Sokół” w Polsce.
W początkowej fazie II wojny światowej był szefem Gabinetu Wojskowego Prezydenta Rzeczypospolitej Polskiej (na uchodźstwie). Od 1940 pełnił funkcję wiceprezesa Światowego Związku Polaków z Zagranicy, a jednocześnie od czerwca 1940 był szefem Polskiej Misji Wojskowej w Kanadzie i Stanach Zjednoczonych. W lipcu 1941 został szefem Polskiej Misji Wojskowej w Brazylii. 8 stycznia 1944 Naczelny Wódz, generał broni Kazimierz Sosnkowski wyznaczył go na stanowisko szefa sztabu generała Januszajtisa, Inspektora do Spraw Zarządu Wojskowego Ziem Okupowanych na Zachodzie, przewidzianego na dowódcę wojsk okupujących terytoria, które miały być przyznane Polsce na Zachodzie. Dwa dni później sprostowano, że nie była to oficjalna decyzja Naczelnego Wodza, a jedynie propozycja objęcia funkcji, złożona przez generała Sosnkowskiego, który „cały czas szukał rozwiązania [jego] sprawy personalnej”. W grudniu 1944 został Inspektorem do spraw Zarządu Wojskowego.
Po wojnie pozostał na emigracji w Wielkiej Brytanii. W 1948 wszedł w skład I Rady Stronnictwa Narodowego w Wielkiej Brytanii. W 1951 jego praca Ostróg-Dubno-Brody: walki 18 Dywizji Piechoty z konną armją Budiennego: (1 lipca-6 sierpnia 1920) została wycofana z polskich bibliotek oraz objęta cenzurą. 
Naczelny Wódz generał broni Władysław Anders mianował go generałem brygady ze starszeństwem z dniem 1 stycznia 1964 w korpusie generałów.
Został pochowany na Cmentarzu Brompton w Londynie.

## Rodzina
Franciszek Arciszewski miał brata Stanisława Teofila Rola-Arciszewskiego – pułkownika dyplomowanego Wojska Polskiego i siostrę Jadwigę Stadmüller (1894–1983), profesora Akademii Sztuk Pięknych w Krakowie. W 1928 ożenił się z Zofią z domu Lipowska (z pierwszego małżeństwa Raczyńska) (1896–1988) malarką, pisarką („Po obu stronach oceanu”, „Ocaleni”) i właścicielką przedwojennej warszawskiej kawiarni SiM (Sztuka i Moda).

## Ordery i odznaczenia
- Krzyż Srebrny Orderu Wojskowego Virtuti Militari (1921)[15]
- Krzyż Walecznych (trzykrotnie: 1920, 1921)[6][16]
- Medal Wojska (za Wojnę 1939–1945)[17]
- Złoty Krzyż Zasługi (29 kwietnia 1925)[18]
- Medal Pamiątkowy za Wojnę 1918–1921[17]
- Medal Dziesięciolecia Odzyskanej Niepodległości[17]

## Publikacje
- „Cud nad Wisłą: Rozważania żołnierza”, Londyn 1957[6].
- „Patrząc krytycznie”, Londyn 1972, wspomnienia opublikowane pośmiertnie[6].